# 圪頭詞
圪头词是晋语中最有特点的一类词汇，名词、动词、形容词、副词、量词等中都有分布，因其词语前缀为“圪”，故名。

## 分布
晋语各片中都不同程度的有大量圪头词，一些毗邻晋语的官话区也有少量圪头词。